# کیف ایت

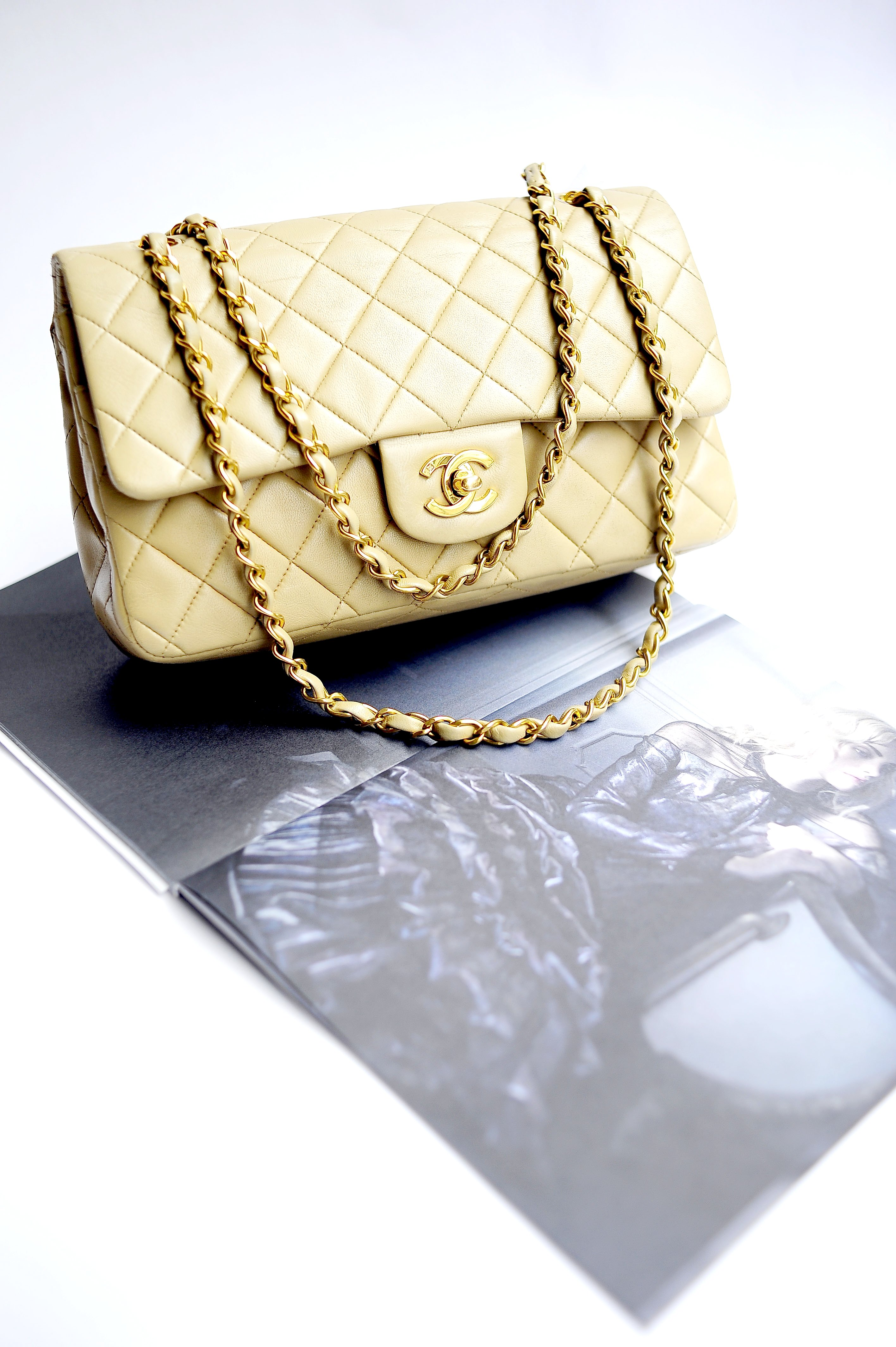
۲٫۵۵ توسط شانل

کیف ایت (به انگلیسی: It bag) یک کیف‌دستی با قیمت بالا است که به یکی از پرفروش‌ترین‌ها تبدیل شده است. این پدیده در صنعت مد به وجود آمد و در دههٔ ۱۹۹۰ و ۲۰۰۰ میلادی نامگذاری شد. نمونه‌هایی از برندهای کیف‌دستی که به عنوان «کیف‌های ایت» شناخته می‌شوند عبارتند از شنل، ارمس و فندی.

## تاریخچه
یکی از اولین طراحانی که به خلق مفهوم کیف وضعیتی که به راحتی قابل شناسایی است، جولیانا کامرینو بود، بنیانگذار خانهٔ مد ونیزی روبرتا دی کامرینو در سال ۱۹۴۵ میلادی. کیف‌های دستی کامرینو به دلیل یراق‌آلات دست‌ساز و استفادهٔ متمایز از پارچه‌هایی که قبلاً برای لباس‌ها استفاده می‌شد، فوراً قابل تشخیص بودند. ابداعات او در سال ۱۹۴۶ میلادی، کیف‌هایی با الگوهای شبکه‌ای از R‌ها (که نشان‌دهندۀ Gهای لوگوی گوچی است)، کیف‌های چرمی بافته‌شده در سال ۱۹۵۷ کیلادی (پیش از بوتگا ونتا) و در سال ۱۹۶۴ میلادی، کیف‌دستی با قاب مفصلی منحصربفرد طراحی کرد که بعداً توسط پرادا مورد استفاده قرار گرفت.
خانه‌های مد ارمس، شنل و لویی ویتون کیف‌های دستی ساختند که قبل از اینکه مفهوم «کیف ایت» مطرح شود، به خودی خود معروف شدند. در سال ۱۹۳۵ میلادی هرمس یک کیف چرمی با دستگیره-فوقانی به نام (به فرانسوی: Sac à Dépêches) (به معنی: کیف اعزام) به عنوان بخشی از محصولات چرمی خود ساخت. در سال ۱۹۵۶ میلادی این طرح پس از استفادۀ زیاد توسط گریس کلی به کلی تغییر نام داد. کوکو شانل برای اولین بار در فوریهٔ ۱۹۵۵ میلادی چرم-لحافی‌دوز ۲٫۵۵ خود را ساخت. در سال ۱۹۸۴ میلادی، ارمس یکی دیگر از طرح‌های خود به نام (به فرانسوی: Haut à Courroies) (به معنی: بالا بنددار) (در ابتدا در حدود سال ۱۹۰۰ میلادی ایجاد شد) را تغییر داد تا کیفی برای بازیگر و خواننده جین بیرکین ایجاد کند. برکین متعاقباً به یکی از خواستنی‌ترین و شناخته‌شده‌ترین کیف‌ها در دههٔ ۱۹۹۰ و اوایل دههٔ ۲۰۰۰ میلادی تبدیل شد.
اصطلاح «کیف ایت» در دههٔ ۱۹۹۰ با رشد انفجاری بازار کیف‌های دستی در مد ابداع شد. طراحان برای تولید یک طرح واحد و قابل تشخیص و تمایز با هم رقابت کردند که اگر هوشمندانه به بازار عرضه شود، توسط مطبوعات مد تأیید شود یا توسط افراد مشهور دیده شود؛ تا به کیف ضروری آن فصل تبدیل شود و به تعداد زیادی به فروش رسد. طراحانی مانند بوتگا ونگا، شنل، فندی، ارمس، پرادا، گوچی و ویتون به جای اینکه برای یک یا دو مدل خاص از شهرت برخوردار شوند، همچنان به عنوان خالق کیف‌های مطلوب شناخته می‌شوند. از جمله طرح‌های فردی موفق‌تر که در این زمان ایجاد شد، پدینگتون توسط کلوئه، موتورسیکلت توسط بالینسیاگا، و الکس (نامگذاری برای الکس چانگ) توسط مولبری بود. کلوئه، به منظور افزایش اعتبار و کمیاب بودن پدینگتون، یک لیست انتظار برای سفارشات اعمال کرد، اگرچه این امر باعث شد مشتریان بی‌حوصله آگاهانه کیف‌های تقلبی را خریداری کنند. کیف‌های ضروری برای یک فصل خاص اغلب مورد هدف مجرمان قرار می‌گرفتند و طبق سفارش به سرقت می‌رفتند تا با قیمت‌های بسیار کاهش‌یافته به افرادی فروخته شوند که می‌خواستند یک کیف شیک بدون پرداخت هزینۀ کامل خرده‌فروشی داشته باشند. به عنوان مثال، در سال ۲۰۰۷ میلادی، کیف‌های مورد هدف لنوین کیف اولگا و ژیوانشی بتینا و در سال ۲۰۰۸ میلادی، شنل ۲٫۵۵ و بالینسیاگا موتورسیکلت بودند.
در اوایل دههٔ ۲۰۰۰ میلادی، برچسب مفهومی نیویورکی آهسته و پیوسته برنده مسابقه است، که توسط طراح چینی-آمریکایی ، مری پینگ تأسیس شد، طیف وسیعی از کیف‌های مقرون به صرفه را که عمداً بر اساس کیف‌های ایت توسط بالینسیاگا، دیور و گوچی ساخته شده بودند، ارائه کرد، اما با پارچه‌های ارزان قیمت و با فلزکاری از فروشگاه‌های یراق‌آلات که انعکاسی از اتصالات طرح منحصر به فرد کیف‌های اصلی بودند. این کیف‌ها روشی آهسته و پیوسته برای به چالش کشیدن مفهوم مصرف‌گرایی و منسوخ شدن درونی در تولید مد سنتی بودند.
در سال ۲۰۰۸ میلادی محبوبیت «کیف ایت» رو به کاهش بود. در ماه مه ۲۰۱۱ میلادی، سیلیا والدن، در حالی که اذعان داشت که همیشه مشتریانی برای کیف‌های گران‌قیمت وجود دارند، گزارش داد که مفهوم کیف-ضروری دیگر در مد نیست.
در اواخر دههٔ ۲۰۱۰ و اوایل دههٔ ۲۰۲۰ میلادی، این پدیده با سبک‌های جدیدی مانند کیف‌های خرید تلفار یا کیف‌های کاست بوتگا ونگا، و همچنین نسخه‌های مجدد سبک‌های کیف قدیمی‌تر مانند کیف زین دیور، احیاء شد.